# Corybas ramosianus
Corybas ramosianus är en orkidéart som beskrevs av John Dransfield. Corybas ramosianus ingår i släktet Corybas, och familjen orkidéer.
Artens utbredningsområde är Filippinerna. Inga underarter finns listade i Catalogue of Life.